# خانه پر او. هنری
خانه پُر او. هنری (انگلیسی: O. Henry's Full House) فیلمی محصول شرکت فاکس قرن بیستم در سبک درام است که از پنج داستان او. هنری درست شده است.
این فیلم به کارگردانی هنری کاستر، هنری هاتاوی، ژان نگولسکو، هاوارد هاکس، و هنری کینگ در سال ۱۹۵۲ منتشر شد.

## بازیگران
- فرد آلن
- آن بکستر
- جین کرین
- فارلی گرنجر
- چارلز لوتن
- اسکار لونت
- مریلین مونرو
- جین پیترز
- گرگوری راتوف
- دیل رابرتسون
- دیوید وین
- ریچارد ویدمارک
- لی آکر
- کاتلین فریمن
- ریچارد گریک
- فریتس فلد